# Crypteria (Crypteria) haploa
Crypteria (Crypteria) haploa is een tweevleugelige uit de familie steltmuggen (Limoniidae). De soort komt voor in het Oriëntaals gebied.